# Venda (distintivo)
Llamada en latín vitta, la venda era una cinta que ceñía en la frente o el cabello.
La llevaban las mujeres para atar el cabello. Servía como adorno de la cabeza y era un símbolo del pudor privado a las cortesanas. En los sacrificios solemnes, los sacerdotes y también las víctimas tenían la cabeza adornada de vendas que llamaban sagradas. Las vendas eran por lo general entre los antiguos señal de dignidad: de ahí es que servían principalmente para el adorno de la cabeza de las princesas y reinas. La venda real era una simple venda y la verdadera diadema de los soberanos, distinguiéndose de la pretendida diadema que terminaba en punta encima de la frente la que era atributo de las reinas y de las princesas de sangre real.
La venda real, llamada ordinariamente diadema era una venda tejida de hilos de lana o de seda cuyas extremidades atadas detrás de la cabeza caían sobre los hombros. Los reyes se ciñeron con ellas en los primeros tiempos antes de llevar la corona. Era sencilla, blanca, purpúrea o matizada, sin embargo, las blancas eran las más utilizadas. Muchas veces, los emperadores griegos llevaron la venda recamada de oro, de perlas y de piedras preciosas. Se llevaban ordinariamente sobre los cabellos dejando la frente descubierta. Los reyes de Persia añadieron la venda real a sus tiaras. Los reyes partos que ostentaban el título de rey de reyes llevaban una venda real doble que usaban también las reinas. 

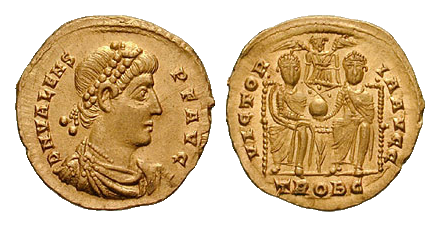
Sólido con la efigie del emperador Valente con venda

La aversión que los romanos tenían al nombre de rey en tiempo de la República se extendía hasta el distintivo de poder real. Los primeros emperadroes romanos evitaron escrupulosamente llevar un adorno que repugnaba a sus súbditos y se coronaron simplemente de laurel. Calígula mismo, a pesar de que deseaba llevarla, dejó de usar un distintivo tan peligroso y Heliogábalo que alguna vez se adornaba privadametne en el interior de su palacio, como César había hecho en tiempo de las Lupercales, no se atrevió jamás a llevarla en público. Aureliano fue el primero que despreció semejante temor y se presentó adornado con la venda real y un vestido completo tejido de oro y adornado de piedras preciosas según el uso de los reyes bárbaros. Sus sucesores le imitaron casi todos. Esto no obstante, dicho adorno no fue común y general a todos ellos hasta después de Constantino. Desde esta época se ven en las medallas de los emperadores y emperatrices ceñidos con la venda real adornada muchas veces con dos órdenes de perlas y diamantes. Plinio atribuye a Baco la invención de la venda real o sea, de la idadema y se dice que esta divinidad la llevaba de color de púrpura. 
A pesar de lo dicho, no todas las vendas colocadas sobre la frente de las estatuas antiguas indican ser de reyes, pues a los vencedores en los juegos olímpicos se les ceñía también una venda de color rosa. Las llevaban igualmente y se distinguían de la venda real las que usaban los filósofos y poetas de las que se han hallado diversos ejemplares en las ruinas de Herculano. Las estatuas de los dioses eran muchas veces adornadas de vendas. 
Los suplicantes las llevaban también en las manos del mismo modo que los que pedían la paz llevaban ramos de olivo. Se circuían de vendas los altares, las puertas de los templos y las víctimas que se ofrecían a los dioses. En el luto y el dolor, los sacerdotes y todos aquellos que de ordinario llevaban vendas las rompían o se las quitaban. 
No deben confundirse las vendas sacras de los sacerdotes, de las víctimas, etc. con las que servían comúnmente a las mujeres para atarse el pelo. Estas se llaman vinctae, del verbo vincere que significa ligar o atar. Las vírgenes las llevaban muy sencillas; las mujeres casadas, más largas, más ricas y más adornadas pues esto las hacía distinguirse de las primeras. Algunos historiadores añaden que las vírgenes llevaban una venda sola y las casadas, dos diciendo que el Senado romano les había concedido esta prerrogativa o distintivo junto con otras varias en honor de la madre y de las esposa de Camilo. A las cortesanas no les era permitido llevarlas porque, como es sabido, no podían usar nada de lo que servía para distinguir a las mujeres honestas. 
Las vendas alrededor de los muslos estuvieron en uso en Roma hasta el tiempo de Cicerón y servían a manera de calzones. Se las ataban a veces en las piernas y en los pies y servían para asegurar el calzado y para resguardarse del frío. Las vendas eran el adorno de los lechos o camas matrimoniales y de los cuartos de dormir. Por último, la cintura que llevaban las mujeres en el pecho se llamaba a veces venda del pecho y otras fascia mamillaris.